# Myeon (phân cấp hành chính)
Myeon, myŏn hoặc myon là một đơn vị hành chính của cả Triều Tiên và Hàn Quốc tương tự như đơn vị xã.

## Hàn Quốc
Cùng với eup, myeon là của một huyện ("gun") và một vài thành phố ("si") có dân số ít hơn 500.000. Myeon có số lượng dân số ít hơn "eup" và đại diện cho các vùng nông thôn của một huyện hoặc thành phố. Myeon được chia thành ấp ("ri"). Giới hạn dân số tối thiểu là 6.000.